# Villanueva de la Fuente (kommun)
Villanueva de la Fuente är en kommun i Spanien.   Den ligger i provinsen Provincia de Ciudad Real och regionen Kastilien-La Mancha, i den centrala delen av landet, 210 km söder om huvudstaden Madrid. Antalet invånare är 2 430.